# Eusébio (football)
Pour les articles homonymes, voir Eusébio, Ferreira et Silva.
Eusébio da Silva Ferreira, dit Eusébio, MPIH • GCIH • GCM, né le 25 janvier 1942 à Maputo au Mozambique et mort le 5 janvier 2014 à Lisbonne, est un footballeur international portugais, qui jouait au poste d'attaquant de la fin des années 1950 à la fin des années 1970.
Considéré comme l'un des meilleurs joueurs de l'histoire, il est surnommé « O pantera negra » ou bien « O rei » (en français : « Le roi »). Eusébio effectue la plus grande partie de sa carrière dans le club du SL Benfica avec qui il remporte la Coupe des clubs champions européens en 1962 ainsi que onze titres de champion du Portugal. Il permet également à la sélection nationale portugaise d'atteindre la troisième place de la coupe du monde 1966 au cours de laquelle il termine meilleur buteur avec neuf buts. Enfin, il remporte le titre prestigieux du Ballon d'or en 1965 qui récompense le meilleur joueur de football de l'année.

## Biographie

### Jeunesse au Mozambique et arrivée au Portugal
Eusébio a grandi au Mozambique, alors colonie portugaise, où il est né, dans une famille dont il était le quatrième enfant. Son père, Laurindo António da Silva Ferreira, un cheminot, était issu d'une famille de colons portugais établie à Malanje en Angola, tandis que sa mère, Elisa Anissabeni, était mozambicaine.
Il est élevé par sa mère, après le décès de son père des suites du tétanos, alors qu'il a huit ans.
Il commence le football à l'âge de quinze ans dans un club de Lourenço-Marques, le SC Lourenço Marques. Très vite, il est repéré par des émissaires du club portugais de SL Benfica alors que le club d'Eusébio était parrainé par un adversaire du club portugais : le Sporting CP. Il débarque donc au Portugal le 16 décembre 1960, à l'âge de dix-huit ans, sous surveillance rapprochée en raison de la crainte des dirigeants du SL Benfica de voir leurs adversaires du Sporting CP reprendre le joueur. Le transfert est estimé à 7 500 £.

### Benfica et la sélection portugaise

#### La révélation (1961)
Eusébio joue son premier match avec le club lisboète, entraîné alors par Béla Guttmann, le 23 mai 1961 et y marque un triplé. Il remporte son premier titre de champion du Portugal. Deux mois plus tard, son club, qui vient de remporter la Coupe d'Europe des clubs champions 1961 contre le FC Barcelone (3-2) (il ne prend pas part à cette finale), affronte le Santos FC de Pelé. Il commence le match sur le banc et entre en jeu alors que son équipe est menée 5-0. Finalement il inscrit trois buts en une demi-heure au gardien brésilien Gilmar mais cela ne permet pas à son équipe de s'imposer (score final : 3-6). La même année, il dispute la Coupe intercontinentale contre le club uruguayen du CA Peñarol. Il ne participe qu'au troisième match décisif. Malgré son but, le SL Benfica perd 1-2. Auteur de bonnes performances, il est appelé en équipe du Portugal et fait ses premiers pas sous le maillot de la sélection le 19 octobre 1961 contre le Luxembourg (match perdu 2-4). Cette année-là, il est nommé pour la première fois pour le Ballon d'or et est classé 35e.

#### Consécration européenne et troisième place en Coupe du monde (1962-1966)
Après cette année révélation de 1961, il confirme son statut de grand joueur en devenant titulaire au sein du club du SL Benfica. Il permet au club de conserver son trophée de Coupe d'Europe des clubs champions contre le Real Madrid de Ferenc Puskás (5-3), finale où Eusébio inscrit deux buts. Cependant le titre de champion du Portugal est perdu au profit du Sporting CP. En revanche il ajoute à son palmarès la Coupe du Portugal. Leur victoire en Coupe d'Europe leur permet de disputer de nouveau la Coupe intercontinentale, cette fois-ci contre Santos FC, mais le SL Benfica perd ses deux confrontations dont le match retour à Lisbonne sur le score sévère de 5-2 (où Pelé réalise un triplé et Eusébio marque un but). En fin d'année, malgré le fait que le Portugal n'a pas disputé la Coupe du monde 1962, Eusébio termine à la deuxième place du Ballon d'or derrière le Tchécoslovaque Josef Masopust.
En 1963, le SL Benfica participe à la Coupe des clubs champions en raison de son statut de tenant du titre et parvient à atteindre pour la troisième fois consécutivement la finale, mais perd l'ultime match à Wembley contre l'AC Milan 1-2 malgré l'ouverture du score par Eusébio. Cette perte du trophée continental est cependant atténuée par le titre de champion du Portugal. Au classement du ballon d'or, il est toujours dans les premières places avec une 5e place obtenue. En 1964, le club lisboète est sorti très tôt de la Coupe d'Europe en huitièmes de finale par les Allemands du Borussia Dortmund (2-1, 0-5), ce qui a pour conséquence de faire du championnat leur unique objectif qu'il parvient à remplir en le remportant et où Eusébio décroche le titre de meilleur buteur avec 28 buts inscrits, le SL Benfica réalise même le doublé en remportant la Coupe du Portugal. En fin d'année, il est de nouveau tout proche de gagner le Ballon d'or en terminant à la 4e place.
En 1965, le SL Benfica écarte le Real Madrid en quarts-de-finale de la Coupe d'Europe (5-1, 1-2) puis les Hongrois du Győri Vasas ETO en demi-finales (1-0, 4-0). En finale ils affrontent le tenant du titre, l'Inter Milan et perdent sur le score de 1-0. Cependant Eusébio décroche le titre de meilleur buteur de la compétition avec neuf buts. Sur le plan national, le SL Benfica conserve son titre de champion et Eusébio son titre de meilleur buteur (28 buts). Parallèlement, il permet à sa sélection nationale de se qualifier pour sa première Coupe du monde qui a lieu en 1966 en Angleterre après une phase qualificative où il marque six des neuf buts inscrits, ce qui promeut son équipe aux dépens de la Tchécoslovaquie (finaliste de la précédente Coupe du monde), de la Roumanie et de la Turquie. En raison de ses performances individuelles, de son club, et de sa sélection, il remporte enfin le titre de ballon d'or en devançant l'Italien Giacinto Facchetti et l'Espagnol Luis Suárez.
En 1966, année de Coupe du monde, avec Eusébio, malgré son troisième titre de meilleur buteur du championnat (25 buts), le SL Benfica ne remporte pas le championnat, étant devancé par leur rival lisboète le Sporting CP. En Coupe d'Europe, ils sont éliminés en quarts-de-finale par Manchester United (2-3, 1-5). Arrive alors la Coupe du monde 1966 où le Portugal est un prétendant au titre et Eusébio attendu au tournant, notamment lors l'affrontement du premier tour avec le Brésil (double tenant de titre en remportant les deux précédentes éditions de 1958 et 1962). Il est alors souvent comparé à Pelé. Après leur premier match contre la Hongrie qu'ils remportent 3-1, puis une seconde victoire contre la Bulgarie 3-0 (un but d'Eusébio), le Portugal affronte le Brésil, mais l'opposition "Eusébio-Pelé" tourne court, ce dernier est depuis le début du tournoi agressé par les défenses adverses et le Portugais João Morais met un terme au tournoi de Pelé en le blessant, il sort du terrain sur une civière et regarde ses coéquipiers des tribunes se faire battre 3-1 par le Portugal avec un doublé d'Eusébio. Le Portugal termine en tête de son groupe et se qualifie pour les quarts-de-finale. Lors d'un match à Liverpool, les partenaires d'Eusébio sont opposés à la surprise du tournoi, la Corée du Nord qui a éliminé l'Italie au premier tour. D'ailleurs les Nord-Coréens sont tout près d'éliminer le Portugal en menant dès la 24e minute par 3-0 contre des Portugais dépassés. C'est finalement grâce à un doublé d'Eusébio que ces derniers reviennent dans la partie. Le Portugal est mené finalement 3-2 à la mi-temps. En deuxième période, le Portugal impose alors son jeu, Eusébio, qui se joue de la défense adverse, inscrit deux nouveaux buts, puis son coéquipier José Augusto complète le score (score final : 5-3), permettant au Portugal de sortir de ce piège et de se qualifier pour les demi-finales. Ils affrontent alors le pays-hôte l'Angleterre à Wembley, les Portugais n'arrivent pas à prendre la mesure de leurs adversaires et se font battre 2-1 sur un doublé de Bobby Charlton alors qu'Eusébio marque un seul but. Finalement le Portugal termine à la troisième place de ce tournoi grâce à une ultime victoire (2-1) dans le match de classement contre l'URSS, Eusébio inscrit alors son neuvième but du tournoi et enlève le titre de meilleur buteur de la coupe du monde. 
En fin d'année, il est impliqué dans un drame qui aurait pu lui retirer la vie. Le lundi matin 5 décembre 1966, il utilise en compagnie de six autres joueurs de Benfica un jacuzzi, dont les cadres Graça, Santana, Cavém mais aussi des jeunes joueurs Malta da Silva et Carmo Pais. Après 30 minutes dans le bain, le dispositif électrique court-circuite alors que les joueurs sont encore dans le jacuzzi. Graça, électricien de formation, même pris de convulsions, arrive à s'extirper du jacuzzi et couper le courant. Dans l'incident, Eusébio subit comme tous ses coéquipiers de graves brûlures mais Luciano seul joueur en immersion totale dans l'eau est mort électrocuté sur le coup.
Après ce terrible incident, il s'incline d'une voix pour la course au Ballon d'or étant devancé par Bobby Charlton. Eusébio est abasourdi : le juré portugais ayant décidé de voter pour Charlton à la première place, affirmant plus tard qu'il était tellement certain que Eusébio le remporterait qu'il n'aurait pas besoin de lui pour gagner.

#### Nouvelle finale européenne et soulier d'or européen (1967-1968)

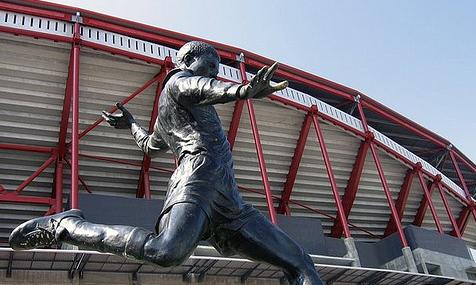
Sa statue devant l'Estádio da Luz.

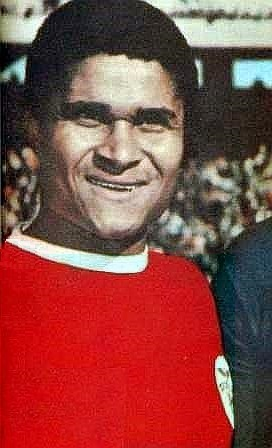
Eusébio au Benfica en 1968.

Après sa performance en coupe du monde, il continue à ré-éditer de bonnes performances en club. En 1967, malgré une élimination sans gloire dans la Coupe d'Europe des villes de foire en huitièmes de finale contre le Lokomotive Leipzig (1-3, 2-1), le SL Benfica remporte le championnat devant l'Académica de Coimbra tandis qu'Eusébio reçoit le titre de meilleur buteur du championnat (31 buts). En fin de cette saison, il termine 5e du ballon d'or.
En 1968, il inaugure le palmarès du soulier d'or européen en inscrivant 42 buts en championnat (titre récompensant le meilleur buteur d'un championnat européen), il conserve le titre de champion avec son club. En Coupe d'Europe, le SL Benfica atteint une nouvelle fois la finale après avoir écarté l'AS Saint-Étienne (2-0, 0-1), le Vasas SC (0-0, 3-0) puis la Juventus FC en demi-finale (2-0, 1-0), en finale Benfica affronte Manchester United. Après un nombre de buts identique à l'issue du temps réglementaire (1-1), les Anglais marquent trois nouveaux buts en prolongations et remportent le trophée (4-1). Quoiqu'Eusébio n'ait pas marqué, il termine néanmoins meilleur buteur de la compétition. Il prend alors la 8e place au ballon d'or, son plus mauvais classement depuis 1961.

#### Dernières années lisboètes (1969-1973)
En 1969, le SL Benfica conserve son titre de champion et réalise même le doublé en remportant la Coupe du Portugal, Eusébio quant à lui ne remporte pas le titre de meilleur buteur du championnat pour la première fois depuis 1963. En Coupe d'Europe, le club lisboète s'incline en quarts-de-finale contre l'Ajax Amsterdam de Johan Cruijff (1-3, 3-1 puis match d'appui 0-3 après prolongations), futurs finalistes de l'épreuve. Enfin, dans les éliminatoires pour la Coupe du monde, Eusébio et la sélection passent complètement au travers en terminant dernier de leur groupe derrière la Roumanie, la Grèce et la Suisse et est logiquement éliminée de la prochaine coupe du monde. Au classement du Ballon d'or, Eusébio n'obtient même pas un point.
En 1970, le Sporting CP devance le SL Benfica au championnat, ce qui n'empêche pas Eusébio de remporter le titre de meilleur buteur du championnat (Unité|20 buts), ils conservent cependant leur trophée de Coupe du Portugal. En Coupe d'Europe, ils sont rapidement éliminés au stade des huitièmes de finale par le Celtic Glasgow où Eusébio inscrit un but (3-0, 0-3, décision à pile ou face perdu). Il termine l'année à la 22e place du ballon d'or. En 1971, Eusébio remporte son huitième titre de champion du Portugal avec le Benfica sans parvenir à avoir le titre de meilleur buteur, en revanche ils passent à côté de leurs confrontations européennes en coupe d'Europe des vainqueurs de coupes contre les Est-allemands du FC Vorwärts Berlin (2-0, 0-2, t.a.b.3-5) en huitièmes de finale. En 1972, Eusébio ajoute un nouveau titre de champion, ainsi qu'un titre de coupe du Portugal. En coupe d'Europe, le SL Benfica est tout proche d'atteindre une nouvelle finale, après des confrontations victorieuses contre le CSKA Sofia (2-1, 0-0) puis Feyenoord Rotterdam (0-1, 5-1), ils retrouvent l'Ajax Amsterdam en demi-finales mais sont de nouveau éliminés (0-1, 0-0), Eusébio n'inscrit qu'un but au cours de cette campagne européenne. Il termine à la 15e place au Ballon d'or.
En 1973, Eusébio permet au SL Benfica de conserver de nouveau son titre de champion grâce à ses 40 buts inscrits en championnat, gagnant par la même occasion pour la deuxième fois le soulier d'or européen. En revanche cette saison est gâchée par une élimination précoce en coupe d'Europe contre les Anglais de Derby County en huitièmes de finale (0-3, 0-0). Avec le Portugal, il échoue pour la deuxième fois à le qualifier pour la coupe du monde 1974, devancé par la Bulgarie dans son groupe. Il dispute d'ailleurs à cette occasion son dernier match sous les couleurs de sa sélection le 19 octobre 1973 contre la Bulgarie (2-2). Ainsi il aura effectué 64 matchs avec la sélection et y aura inscrit 41 buts sur la période (1961-1973), faisant de lui le meilleur buteur portugais jusqu'à ce que Pauleta le batte trente ans plus tard. En fin d'année, Eusébio termine à la 7e place du Ballon d'or. En 1974, le Benfica perd le titre de champion et est éliminé d'entrée de la Coupe d'Europe malgré un but d'Eusébio contre le gardien Ujpesti Dozsa (1-1, 0-2). Il dispute en 1975 sa dernière saison au Benfica après quinze ans au sein de ce club. Pour cette ultime saison, il ajoute uniquement un titre de champion, car en coupe des coupes, le SL Benfica est éliminée en quarts-de-finale par le PSV Eindhoven (1-2, 1-2).

#### Bilan au SL Benfica

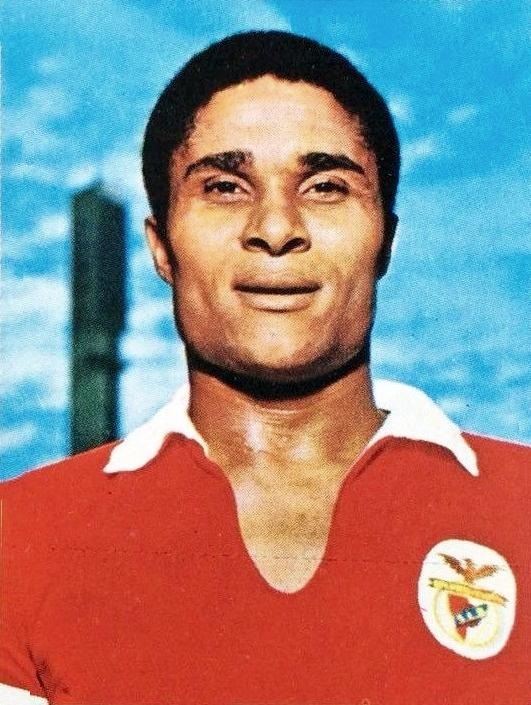
Eusébio en 1973.

Eusébio a marqué de son empreinte l'une des plus glorieuses pages de l'histoire du club lisboète, avec lequel il aura remporté une Coupes des clubs champions en (1962), onze titres de champion (1961, 1963, 1964, 1965, 1967, 1968, 1969, 1971, 1972, 1973 et 1975) et cinq Coupes du Portugal (1962, 1964, 1969, 1970 et 1972). Sept fois meilleur buteur du championnat portugais (1964, 1965, 1966, 1967, 1968, 1970 et 1973), il remporte deux titres de soulier d'or européen (1968 et 1973) et trois de meilleur buteur de la Coupe des clubs champions, 1965, 1966 et 1968.
À l'entrée du Estádio da Luz (où il a sa place réservée à vie, dans la loge présidentielle), une statue en bronze à son effigie qui l'immortalise au moment de frapper un ballon est érigée. Il aura marqué 473 buts en 440 matchs officiels pour Benfica (638 buts en 614 matchs en incluant les matchs amicaux)

### Expériences nord-américaines et fin de carrière (1973-1978)

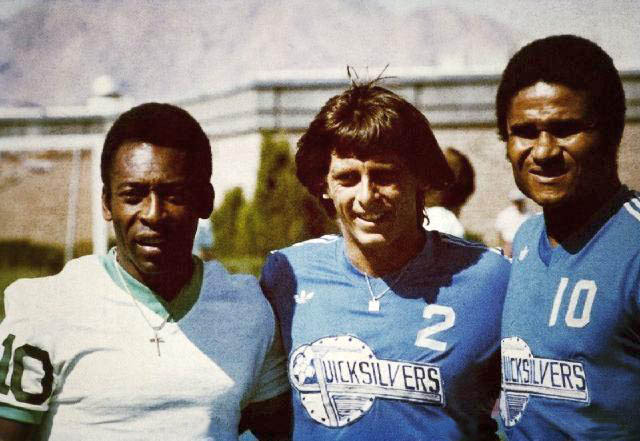
Eusébio (à droite), aux côtés de Pelé et de, avant un match entre les Quicksilvers de Las Vegas et le Cosmos de New York le 1 4 1977.

Après sa période faste au SL Benfica, Eusébio part monnayer son talent sur le continent nord-américain, malgré de brefs passages dans les deux clubs de seconde division portugaise de football qu'étaient le SC Beira-Mar (1976-77) et l'União de Tomar (1977-78).
Il s'expatrie donc à l'American Soccer League et à la North American Soccer League pour y jouer dans cinq clubs de 1975 à 1977 : chez les Oceaneers de Rhode Island (1975), les Minutemen de Boston (1975), aux Metros-Croatia de Toronto (1976), aux Quicksilvers de Las Vegas (1977) et aux Americans du New Jersey (1978).
En 1976, Eusébio remporte le championnat NASL avec les Metros-Croatia de Toronto en marquant le but de la victoire au Soccer Bowl et fait également un intermède au Mexique la même année, au CF Monterrey avec qui il remporte le championnat du Mexique.
Il met un terme à sa carrière en 1978 à l'âge de 36 ans.

### L'après football
Il devient ensuite ambassadeur du SL Benfica dans le monde. Lors du championnat d'Europe 2012, il est victime d'un accident vasculaire cérébral le 24 juin 2012. Hospitalisé en Pologne puis à Lisbonne, il sort de l’hôpital, trois semaines plus tard, le 11 juillet 2012.
Il meurt à Lisbonne le 5 janvier 2014 d'un arrêt cardio-respiratoire,. Trois jours de deuil national sont alors décrétés par le gouvernement portugais. Il est enterré au cimetière de Lumiar, dans la banlieue nord de la capitale.
Le 5 janvier 2015, un an après son décès, l'artère principale permettant d'accéder à l'Estádio da Luz est renommée Avenida Eusébio da Silva Ferreira en son honneur, donnant ainsi son nom à l'adresse du stade. 
À la suite du vote favorable du Parlement portugais autorisant le transfert de sa dépouille au Panthéon national de Lisbonne, Eusébio y a donc fait son entrée le 3 juillet 2015. Lors de ce transfert, une grande cérémonie a eu lieu dans la capitale portugaise où la dépouille de l'ancienne gloire du football portugais a ainsi pu effectuer un parcours d'une vingtaine de kilomètres dans les rues de Lisbonne pour lui rendre un ultime hommage. Cette cérémonie officielle s'est ainsi déroulée en présence des plus hautes personnalités de l'État et du football portugais.

## Statistiques
Sources également utilisées : NASL Jerseys et RSSSF.
Eusébio a joué cinq matchs et marqué un but pour les Buffalo Stallions en MISL lors de la saison 1979-1980 dans un championnat de football qui se joue en indoor.
| Saison                | Club                   | Championnat            | Championnat | Championnat | Coupe(s) nationale(s) | Coupe(s) nationale(s) | Compétition(s) continentale(s) | Compétition(s) continentale(s) | Compétition(s) continentale(s) | Coupe intercontinentale | Coupe intercontinentale | Play-offs | Play-offs | Portugal | Portugal | Total | Total |
| Saison                | Club                   | Division               | M.          | B.          | M.                    | B.                    | Comp.                          | M.                             | B.                             | M.                      | B.                      | M.        | B.        | M.       | B.       | M.    | B.    |
| 1957                  | SC Lourenço Marques    | Championnat provincial | 4           | 9           | -                     | -                     | -                              | -                              | -                              | -                       | -                       | -         | -         | -        | -        | 4     | 9     |
| 1958                  | SC Lourenço Marques    | Championnat provincial | 7           | 11          | -                     | -                     | -                              | -                              | -                              | -                       | -                       | -         | -         | -        | -        | 7     | 11    |
| 1959                  | SC Lourenço Marques    | Championnat provincial | 11          | 21          | -                     | -                     | -                              | -                              | -                              | -                       | -                       | -         | -         | -        | -        | 11    | 21    |
| 1960                  | SC Lourenço Marques    | Championnat provincial | 20          | 36          | -                     | -                     | -                              | -                              | -                              | -                       | -                       | -         | -         | -        | -        | 20    | 36    |
| Sous-total            | Sous-total             | Sous-total             | 42          | 77          | 0                     | 0                     | -                              | 0                              | 0                              | 0                       | 0                       | -         | -         | 0        | 0        | 42    | 77    |
| 1960-1961             | Benfica Lisbonne       | Primeira Divisão       | 1           | 1           | 1                     | 1                     | -                              | -                              | -                              | -                       | -                       | -         | -         | -        | -        | 2     | 2     |
| 1961-1962             | Benfica Lisbonne       | Primeira Divisão       | 17          | 12          | 7                     | 11                    | C1                             | 6                              | 5                              | 1                       | 1                       | -         | -         | 5        | 2        | 36    | 31    |
| 1962-1963             | Benfica Lisbonne       | Primeira Divisão       | 24          | 23          | 6                     | 8                     | C1                             | 7                              | 6                              | 2                       | 1                       | -         | -         | 3        | 1        | 42    | 39    |
| 1963-1964             | Benfica Lisbonne       | Primeira Divisão       | 19          | 28          | 6                     | 14                    | C1                             | 3                              | 4                              | -                       | -                       | -         | -         | 5        | 2        | 33    | 48    |
| 1964-1965             | Benfica Lisbonne       | Primeira Divisão       | 20          | 28          | 7                     | 11                    | C1                             | 9                              | 9                              | -                       | -                       | -         | -         | 6        | 9        | 42    | 57    |
| 1965-1966             | Benfica Lisbonne       | Primeira Divisão       | 23          | 25          | 2                     | 5                     | C1                             | 5                              | 7                              | -                       | -                       | -         | -         | 13       | 12       | 43    | 49    |
| 1966-1967             | Benfica Lisbonne       | Primeira Divisão       | 26          | 31          | 3                     | 7                     | CF                             | 4                              | 4                              | -                       | -                       | -         | -         | 4        | 3        | 37    | 45    |
| 1967-1968             | Benfica Lisbonne       | Primeira Divisão       | 24          | 42          | 2                     | 2                     | C1                             | 9                              | 6                              | -                       | -                       | -         | -         | 3        | 0        | 38    | 50    |
| 1968-1969             | Benfica Lisbonne       | Primeira Divisão       | 21          | 10          | 9                     | 18                    | C1                             | 5                              | 1                              | -                       | -                       | -         | -         | 4        | 2        | 39    | 31    |
| 1969-1970             | Benfica Lisbonne       | Primeira Divisão       | 22          | 21          | 2                     | 1                     | C1                             | 4                              | 4                              | -                       | -                       | -         | -         | 2        | 1        | 30    | 27    |
| 1970-1971             | Benfica Lisbonne       | Primeira Divisão       | 22          | 19          | 7                     | 9                     | CF                             | 3                              | 7                              | -                       | -                       | -         | -         | 4        | 2        | 36    | 37    |
| 1971-1972             | Benfica Lisbonne       | Primeira Divisão       | 24          | 19          | 5                     | 8                     | C1                             | 8                              | 1                              | -                       | -                       | -         | -         | 11       | 4        | 48    | 32    |
| 1972-1973             | Benfica Lisbonne       | Primeira Divisão       | 28          | 40          | 1                     | 0                     | C1                             | 4                              | 2                              | -                       | -                       | -         | -         | 3        | 3        | 36    | 45    |
| 1973-1974             | Benfica Lisbonne       | Primeira Divisão       | 21          | 16          | 3                     | 2                     | C1                             | 4                              | 1                              | -                       | -                       | -         | -         | 1        | 0        | 29    | 19    |
| 1974-1975             | Benfica Lisbonne       | Primeira Divisão       | 9           | 2           | -                     | -                     | C2                             | 4                              | 0                              | -                       | -                       | -         | -         | -        | -        | 13    | 2     |
| Sous-total            | Sous-total             | Sous-total             | 301         | 317         | 61                    | 97                    | -                              | 75                             | 57                             | 3                       | 2                       | -         | -         | 64       | 41       | 504   | 514   |
| 1975                  | Rhode Island Oceaneers | ASL                    | 11          | 9           | -                     | -                     | -                              | -                              | -                              | -                       | -                       | -         | -         | -        | -        | 11    | 9     |
| Sous-total            | Sous-total             | Sous-total             | 11          | 9           | -                     | -                     | -                              | -                              | -                              | -                       | -                       | -         | -         | -        | -        | 11    | 9     |
| 1975                  | Boston Minutemen       | NASL                   | 7           | 2           | -                     | -                     | -                              | -                              | -                              | -                       | -                       | 1         | 0         | -        | -        | 8     | 2     |
| Sous-total            | Sous-total             | Sous-total             | 7           | 2           | -                     | -                     | -                              | -                              | -                              | -                       | -                       | 1         | 0         | -        | -        | 8     | 2     |
| 1975-1976             | CF Monterrey           | Primera División       | 10          | 1           | -                     | -                     | -                              | -                              | -                              | -                       | -                       | -         | -         | -        | -        | 10    | 1     |
| Sous-total            | Sous-total             | Sous-total             | 10          | 1           | -                     | -                     | -                              | -                              | -                              | -                       | -                       | -         | -         | -        | -        | 10    | 1     |
| 1976                  | Toronto Metros-Croatia | NASL                   | 21          | 16          | -                     | -                     | -                              | -                              | -                              | -                       | -                       | 4         | 2         | -        | -        | 25    | 18    |
| Sous-total            | Sous-total             | Sous-total             | 21          | 16          | -                     | -                     | -                              | -                              | -                              | -                       | -                       | 4         | 2         | -        | -        | 25    | 18    |
| 1976-1977             | Beira-Mar              | Primeira Divisão       | 12          | 3           | -                     | -                     | -                              | -                              | -                              | -                       | -                       | -         | -         | -        | -        | 12    | 3     |
| Sous-total            | Sous-total             | Sous-total             | 12          | 3           | -                     | -                     | -                              | -                              | -                              | -                       | -                       | -         | -         | -        | -        | 12    | 3     |
| 1977                  | Las Vegas Quicksilvers | NASL                   | 17          | 2           | -                     | -                     | -                              | -                              | -                              | -                       | -                       | -         | -         | -        | -        | 17    | 2     |
| Sous-total            | Sous-total             | Sous-total             | 17          | 2           | -                     | -                     | -                              | -                              | -                              | -                       | -                       | -         | -         | -        | -        | 17    | 2     |
| 1977-1978             | União de Tomar         | Segunda Divisão        | 12          | 3           | -                     | -                     | -                              | -                              | -                              | -                       | -                       | -         | -         | -        | -        | 12    | 3     |
| Sous-total            | Sous-total             | Sous-total             | 12          | 3           | -                     | -                     | -                              | -                              | -                              | -                       | -                       | -         | -         | -        | -        | 12    | 3     |
| 1978                  | New Jersey Americans   | ASL                    | 9           | 2           | -                     | -                     | -                              | -                              | -                              | -                       | -                       | -         | -         | -        | -        | 9     | 2     |
| Sous-total            | Sous-total             | Sous-total             | 9           | 2           | -                     | -                     | -                              | -                              | -                              | -                       | -                       | -         | -         | -        | -        | 9     | 2     |
| Total sur la carrière | Total sur la carrière  | Total sur la carrière  | 442         | 432         | 61                    | 97                    | -                              | 75                             | 57                             | 3                       | 2                       | 5         | 2         | 64       | 41       | 650   | 631   |

Selon RSSSF, Eusébio est le neuvième meilleur buteur de l'histoire avec 552 buts en matches officiels.

## Palmarès

### Pour la sélection portugaise (1961-1973)
- Troisième de la Coupe du monde : 1966.

### Pour le SC Lourenço Marques (1957-1960)
- Championnat provincial du Mozambique : 1960 ;
- Championnat du district de Lourenço Marques : 1960.

### Pour le Sport Lisboa e Benfica (1961-1975)
- Coupe d'Europe des Clubs Champions : 1962 ;
- Champion du Portugal (11) : 1961, 1963, 1964, 1965, 1967, 1968, 1969, 1971, 1972, 1973 et 1975 ;
- Coupe du Portugal (5) : 1962, 1964, 1969, 1970 et 1972 ;
- Taça Ribeiro dos Reis : 1964, 1966 et 1971 ;
- Finaliste de la Coupe Intercontinentale : 1962 ;
- Finaliste de la Coupe d'Europe des Clubs Champions : 1963, 1965 et 1968.

### Pour le Monterrey (1975-1976)
- Primera División Mexicana : 1976.

### Pour le Toronto Metros-Croatia (1976)
- North American Soccer League : 1976.

## Distinctions
- Grand-croix de l'ordre du Mérite du Portugal : 5 juillet 2004 ;
- Grand-croix de l'Ordre de l'Infant Dom Henri : 21 janvier 1992 ;
- Médaille d'argent de l'Ordre de l'Infant Dom Henri : 19 décembre 1966 ;
- Ballon d'or : 1965 (2e en 1962 et 1966) ;
- Élu Joueur en or de l'UEFA (pour le Portugal) : 2004 ;
- Nommé au FIFA 100 : 2004 ;
- Meilleur buteur de la Coupe du monde de football : 1966 (9 buts) ;
- Soulier d'or européen : 1968 (42 buts) et 1973 (40 buts) ;
- Meilleur buteur de la Ligue des champions : 1965 (9 buts), 1966 (7 buts) et 1968 (6 buts) ;
- Meilleur buteur du championnat du Portugal : 1964 (28 buts), 1965 (28 buts), 1966 (25 buts), 1967 (31 buts), 1968 (42 buts), 1970 (20 buts) et 1973 (40 buts) ;
- Sportif international de l'année (BBC Sport) : 1966 ;
- Footballeur de l'année au Portugal : 1970 et 1973[59] ;
- Prix du Président de l'UEFA 2009, des mains de Michel Platini[60] ;
- Ballon d'or portugais A Bola (pour l'ensemble de sa carrière) : 1991 ;
- PFA Merit Award : 1993 (premier non-britannique à le gagner) ;
- 1er lors du vote organisé par l'IFFHS afin de désigner le meilleur joueur du siècle en Europe ;
- 8e lors du vote organisé par l'IFFHS afin de désigner le meilleur joueur du siècle[61].

## Filmographie
- 2017 : Eusébio, l'histoire d'une légende : lui-même (sortie le 23 mars 2017).